# Miscophus albufeirae
Miscophus albufeirae is een vliesvleugelig insect uit de familie van de graafwespen (Crabronidae). De wetenschappelijke naam van de soort is voor het eerst geldig gepubliceerd in 1952 door de Andrade.